# U 859
U 859 war ein deutsches Unterseeboot vom Typ IX D2, das im Zweiten Weltkrieg von der Kriegsmarine eingesetzt wurde.
Von U 859 wurden drei Handelsschiffe mit 20.853 BRT versenkt, wobei insgesamt neun Seeleute starben. Es war eines der ersten Boote, welche mit einem Schnorchel ausgerüstet waren. Am 23. September 1944 wurde es etwa 23 Seemeilen vor Penang versenkt, wobei 47 Mann seiner Besatzung starben und 20 überlebten.

## Geschichte
U 859 wurde am 8. Juli 1943 unter Kapitänleutnant Johann Jebsen in Dienst gestellt. Es gehörte bis zum 31. März 1944 der 4. U-Flottille (Stettin) zwecks Ausbildung an. Dann wurde es der 12. U-Flottille (Bordeaux) als Frontboot unterstellt. Zu diesem Verband gehörten sämtliche Boote, die für den Einsatz im Indischen Ozean vorgesehen waren.

### Einsatz
Am 4. April 1944 lief U 859 von Kiel zu seiner einzigen Feindfahrt aus. An Bord waren insgesamt 67 Männer. Ziel war der Stützpunkt Penang in Malaysia. Zumeist getaucht lief das Boot durch Kattegat, Skagerrak und die nördliche Nordsee. Ohne Probleme erreichte es den Nordatlantik. Dort versenkte es am 26. April 1944 das panamaische Motorschiff Colin (Lage) mit 6255 BRT, das Schwefel geladen hatte, der in Brand geriet. Es war ein Nachzügler des Geleitzuges SC 157. Ein Mann von der Colin ertrank, während die übrigen 108 gerade noch in Rettungsbooten davonfahren konnten, bevor der nächste Torpedo traf, und gerettet wurden.
U 859 lief nach Süden und passierte am 1. Juli 1944 das Kap der Guten Hoffnung. Vier Tage später wurde es von einer Catalina überraschend aus der Luft angegriffen. Dabei fiel ein Matrose. Die übrigen drei Brückenwächter wurden verwundet. Das Boot kreuzte während der nächsten Wochen im Indischen Ozean. Am 28. August 1944 wurde in der Arabischen See der amerikanische Dampfer John Barry (Lage) mit 7176 BRT versenkt. Von der 81-köpfigen Besatzung ertranken zwei, während die übrigen gerettet wurden. Am 1. September 1944 versenkte U 859 den britischen Dampfer Troilus (Lage) mit 7422 BRT, wobei sechs Seeleute umkamen und 95 gerettet wurden.
Nachdem weiteres Operieren erfolglos blieb, steuerte U 859 ostwärts, auf Penang zu. Am 21. September 1944 meldete es sein Einlaufen an.

### Untergang
Zwei Tage später stand U 859 am Aufnahmepunkt. Weder die Geleitfahrzeuge noch das ebenfalls angekündigte U 861 waren zur Stelle. Da sich die Ankunft von U 861 verzögerte, sollte U 859 wegen der Gefahr durch alliierte U-Bootangriffe nicht warten, sondern allein einlaufen. Auf dem Wege zum Hafen Penang, von dem es keine 23 km mehr entfernt war, wurde es am 23. September 1944 vom britischen U-Boot HMS Trenchant torpediert und versenkt (Lage). Der Torpedo traf direkt in die Offiziersmesse während einer Besprechung, so dass hierdurch mit Ausnahme des ersten Wachoffiziers Horst Klatt sämtliche Offiziere einschließlich des Kommandanten Johann Jebsen sofort ums Leben kamen. Weitere Männer kamen durch entweichendes Chlorwasserstoffgas um. Das U-Boot sank auf eine Tiefe von etwa 50 m. Acht Besatzungsmitgliedern einschließlich Klatt gelang es, durch das Bugraumluk zu entkommen, während elf Mann sich aus dem Heckraum an die Wasseroberfläche retteten. Die meisten von ihnen hatten einen Tauchretter, doch schafften es einige auch ohne einen solchen. HMS Trenchant tauchte innerhalb weniger Minuten auf und nahm elf deutsche U-Boot-Fahrer als Kriegsgefangene an Bord, wurde dann aber von japanischen Kriegsschiffen angegriffen und tauchte mit seinen Gefangenen wieder ab. Neun Mann aus U 859, die noch einen ganzen Tag im Wasser trieben, wurden von den Japanern gerettet und am 24. September 1944 nach Penang gebracht, wo sie nach der Kapitulation der Wehrmacht bis zum Kriegsende in Asien interniert wurden. So überlebten insgesamt 20 Mann der Besatzung, während 47 starben.